# Rheinbahnhof Biebrich

Rheinbahnhof Biebrich (vor 1902)

Der Rheinbahnhof Biebrich war ein Kopfbahnhof in Biebrich (heute: Wiesbaden-Biebrich), in dem die Bahnstrecke Curve–Biebrich der Taunus-Eisenbahn, die den dortigen Rheinhafen bediente, endete.

## Bezeichnung
Der Bahnhof ist nicht mit dem heutigen Bahnhof Wiesbaden-Biebrich an der rechten Rheinstrecke zu verwechseln. Das geschah allerdings schon zu Zeiten, als beide Bahnhöfe in Betrieb waren, so häufig, dass die Reichsbahndirektion Mainz ihre Mitarbeiter wiederholt anwies, nur Frachtsendungen mit ganz eindeutig und korrekt ausgefüllten Frachtbriefen für diese beiden Bahnhöfe entgegenzunehmen.
Ursprünglich trug der Bahnhof die Bezeichnung Biebrich, später: Biebrich Rheinbahnhof und seit dem 1. März 1927 Wiesbaden-Biebrich Rheinbahnhof, was wiederum nicht mit dem Rheinbahnhof Wiesbaden, dem ehemaligen Endbahnhof der rechten Rheinstrecke in Wiesbaden zu verwechseln ist.

## Geschichte
Am 3. August 1840 eröffnete die 1,5 Kilometer lange Bahnstrecke Curve–Biebrich. Sie führte von Biebrich Curve (heute: Wiesbaden Ost) ohne weitere Zwischenstation zum Bahnhof Biebrich. Der Bahnhof Biebrich hatte vor allem in der Anfangszeit der Bahn Bedeutung im Güterverkehr. Er lag unmittelbar hinter der nassauischen Grenze. Der benachbarte Hafen von Kastel, der ebenfalls von der Taunus-Eisenbahn bedient wurde, lag im Ausland, im Großherzogtum Hessen. Die wirtschaftlichen Folgen des neuen, im Nassauischen gelegenen Bahnhofs, waren 1841 Auslöser des „Nebeljungenstreichs“. Der Bahnhof lag in unmittelbarer Nähe des nassauischen Zollamtes am Rheinufer.
Schon vor 1908 wurde der Personenverkehr eingestellt und in diesem Jahr die Strecke um einen knappen Kilometer verkürzt, der Bahnhof entsprechend zurück verlegt und der ursprüngliche Bahnhof am Rheinufer aufgegeben. Das neue Dienstgebäude an der heutigen Wilhelm-Kalle-Straße ⊙ wird heute durch die Betriebskrankenkasse der Chemischen Fabrik Kalle genutzt. 1930 wurde der Bahnhof – damals als „Wiesbaden-Biebrich Rhein“ bezeichnet – als selbständige Betriebsstelle aufgehoben, dem Bahnhof Biebrich-Ost unterstellt und als „Abfertigungs-Hilfsstelle“ weiter betrieben. An den ehemaligen Bahnhof erinnert heute noch die Straße Am Rheinbahnhof.

## Gebäude
Neben einem Empfangsgebäude war die erste Bahnhofsanlage mit einem Pferdestall ausgestattet. Die Entwürfe dazu stammten von Ignaz Opfermann. Es war eher einfach: Ein zweigeschossiges Bauwerk auf rechteckigem Grundriss mit einem Uhrturm auf dem First. Es ähnelte den Mittelgebäuden der Kopfbahnhöfe in Wiesbaden und Frankfurt, die ebenfalls von Ignaz Opfermann geplant worden waren. Dieses erste Empfangsgebäude des Rheinbahnhofs in Biebrich wurde 1908 abgerissen.